# Love, Logic & Will
Love, Logic & Will je druhé studiové album české zpěvačky Debbi, vydané v dubnu roku 2013. Stejně jako v předchozím případě, u alba Touch the Sun, je jeho producentem Martin Ledvina. Autorem písně „How Can I Resist You“ je český hudebník žijící ve Spojených státech amerických Ivan Král, který do ní rovněž přispěl svým zpěvem. Autorsky na album přispěla také zpěvačka Jana Kirschner. Jediná česky zpívaná píseň z alba – bonusová „Ležím v tvé blízkosti“ – zase obsahuje spolupráci s rapperem jménem Lipo.

## Seznam skladeb
| Pořadí | Název                        | Autor                                                                              | Délka |
| ------ | ---------------------------- | ---------------------------------------------------------------------------------- | ----- |
| 1.     | Love, Logic & Will (Part I)  | Martin Ledvina                                                                     | 1:22  |
| 2.     | Love, Logic & Will (Part II) | Ledvina                                                                            | 3:26  |
| 3.     | This Is It                   | Jana Kirschner                                                                     | 3:10  |
| 4.     | You Take Me There            | Pete Barringer, Rike Boomgaarden, Paul Drew, Tim Hawes, Obie Mhondera, Greig Watts | 3:31  |
| 5.     | Your Physical Presence       | Ledvina                                                                            | 3:40  |
| 6.     | Miss You                     | Kirschner                                                                          | 3:26  |
| 7.     | Hey You                      | Michael Behm, Ron Irving, Kate Morgan                                              | 3:17  |
| 8.     | It's Not Hard                | Ledvina, Lucien Zell                                                               | 3:14  |
| 9.     | How Can I Resist You         | Ivan Král, Cindy Hudson                                                            | 3:34  |
| 10.    | Take This Song               | Samuel Hora                                                                        | 3:01  |
| 11.    | By My Side                   | Peter Graus, Marián Kachút, T. Puskailer, Tomas Zubak                              | 3:06  |
| 12.    | Ležím v tvé blízkosti        | Ledvina, Lipo                                                                      | 3:45  |